# Primal Exhale
Primal Exhale – debiutancki album fińskiego zespołu Excalion. Wydany został 17 czerwca 2005 roku, po pięciu latach istnienia grupy. Dystrybucją zajęła się brazylijska wytwórnia Sound Riot Records. Po wydaniu tego krążka skład zespołu uległ lekkiej roszadzie – odeszło dwóch muzyków, natomiast na ich miejsce przyszedł jeden, jest więc pewnym kamieniem milowym w historii zespołu.

## Lista utworów
1. „Temptation Wasteland”
2. „A Moment In The Spotlight”
3. „Reality Bends”
4. „Dire Waters”
5. „Stage Of Lies”
6. „Heart And Home”
7. „Megalomania”
8. „My Legacy”
9. „Obsession To Prosper”
10. „Luopio” – bonus w Europie
11. „Lady Moon” – bonus w Japonii

## Twórcy
- Jarmo Pääkkönen – wokal
- Kimmo Hänninen – gitara
- Tero Vaaja – gitara
- Jarmo Myllyvirta – keyboard
- Timo Sahlberg – gitara basowa
- Henri Pirkkalainen – perkusja
- Arttu Sarvanne – produkcja, miksowanie
- Jon Blamire – mastering